# Ayesha
Pour les articles homonymes, voir Ayesha (prénom) et Ayisha (woreda).
Ayesha, Ayisha ou Aysha est une ville de l'est de l'Éthiopie située dans la zone Siti de la région Somali. Centre administratif du woreda Ayisha, elle compte 3 413 habitants en 2007.
Ayesha se situe vers 700 m d'altitude sur la route principale allant de Dire Dawa à Djibouti à environ 170 km kilomètres de Dire Dawa et 45 km de la frontière,.
Avec 3 413 habitants recensés en 2007, elle est la deuxième agglomération du woreda Ayisha après Dewele.
Elle est desservie par une gare sur la ligne d'Addis-Abeba à Djibouti.